# Trygonoptera imitata
Trygonoptera imitata är en rockeart som beskrevs av Yearsley, Last och Martin F. Gomon 2008. Trygonoptera imitata ingår i släktet Trygonoptera och familjen Urolophidae. IUCN kategoriserar arten globalt som nära hotad. Inga underarter finns listade i Catalogue of Life.